# 칼렌진어
칼렌진어(Kalenjin languages)는 나일어족에 속하는 칼렌진인들의 언어이다.
칼렌진어족은 케냐, 우간다 동부, 탄자니아 북부에서 사용되는 12개의 남부 나일로틱 언어군이다. '칼렌진'이라는 용어는 '내가 (너에게) 말한다' 또는 '내가 너에게 말했다'(현재 분사 시제)를 의미하는 표현에서 유래되었다. 이러한 넓은 언어적 의미의 칼렌진(Kalenjin)은 20세기 중반에 케냐의 난디어를 사용하는 사람들이 취한 공통 정체성을 나타내는 용어인 칼렌진(Kalenjin)과 구별된다.